# البطولات الوطنية الأمريكية 1907 (كرة مضرب)
قائمة بالأبطال في 1907 البطولات الوطنية الأمريكية لكرة المضرب (المعروفة الآن باسم أمريكا المفتوحة):

## الكبار

### فردي رجال
ويليام لارنيد هزم  روبرت ليروي 6-2 6-2 6-4

### فردي سيدات
إيفيلين سيرز هزم  كاري نيلي 6-3, 6-2